# Subunit-vaccin
Een subeenheid-proteïnevaccin of subunit-vaccin is een inert vaccin dat geen intacte, volledige viruspartikels bevat maar één of meerdere gezuiverde of semi-gezuiverde eiwitten waarbij andere viruscomponenten zijn verwijderd. Vaak worden slechts enkele zorgvuldig geselecteerde eiwitten van het virus of de bacterie gebruikt als antigenen voor de samenstelling van het vaccin. Als vaccinatie tegen coronavirussen produceert men bijvoorbeeld de spike-eiwitten van het virusomhulsel.
Bij de subunit-vaccins worden de micro-organismen eerst in celculturen gekweekt en daarna worden de antigenen (eiwitten) via chemische weg losgeweekt. 

## Voordelen
Het gebruik van specifieke antigenen vermindert de kans op bijwerkingen. Subunit-vaccins zijn daarom veiliger dan levende vaccins of geïnactiveerde vaccins.

## Nadelen
Dit type vaccins is moeilijk te ontwikkelen. Ze hebben over het algemeen een lage immuunrespons en vereisen daarom de toevoeging van adjuvantia om dit te verbeteren. Dit impliceert ook dat men vaak grotere doses moeten toegediend worden en herhaalde toedieningen ("boosters").
De immunogeniciteit kan ook worden verhoogd door de subuniteiwitten in te bouwen in grotere partikels of te laten assembleren tot grotere partikels: virus-achtige partikels (‘virus-like particles’, VLP) of nanopartikels (NP).

## Voorbeelden
Voorbeelden van subunit-vaccins zijn de vaccins tegen hepatitis B, kinkhoest, pneumokokkenziekte, Japanse encefalitis, rabiës en influenza.
De COVID-19-vaccins die de Amerikaanse firma Novavax en de Canadese firma Medicago ontwikkelen, zijn subunit-vaccins. Bij Novavax produceert men de spike-eiwitten van het virusomhulsel. Bij Medicago produceert men de eiwitten van de eiwitmantel (capside) met behulp van transgenese, die dan uit zichzelf recombineren tot een eiwitmantel, maar die dan leeg is: een partikel dat op een virus gelijkt.

## Productie
De eiwitten kunnen geïsoleerd worden uit opgekweekte virusdeeltjes of geproduceerd worden in gist- of insectencellen of in planten die getransfecteerd zijn met genen die coderen voor de virale eiwitten.